# Хильдерик III
Хильдерик III (около 714 — около 755) — король франков в 743—751 годах. Был последним из дома Меровингов, обладая лишь символической властью.
Имя Хильдерик в переводе с франкского означает «Сильный в битве» или «Мощный воитель».

## Биография

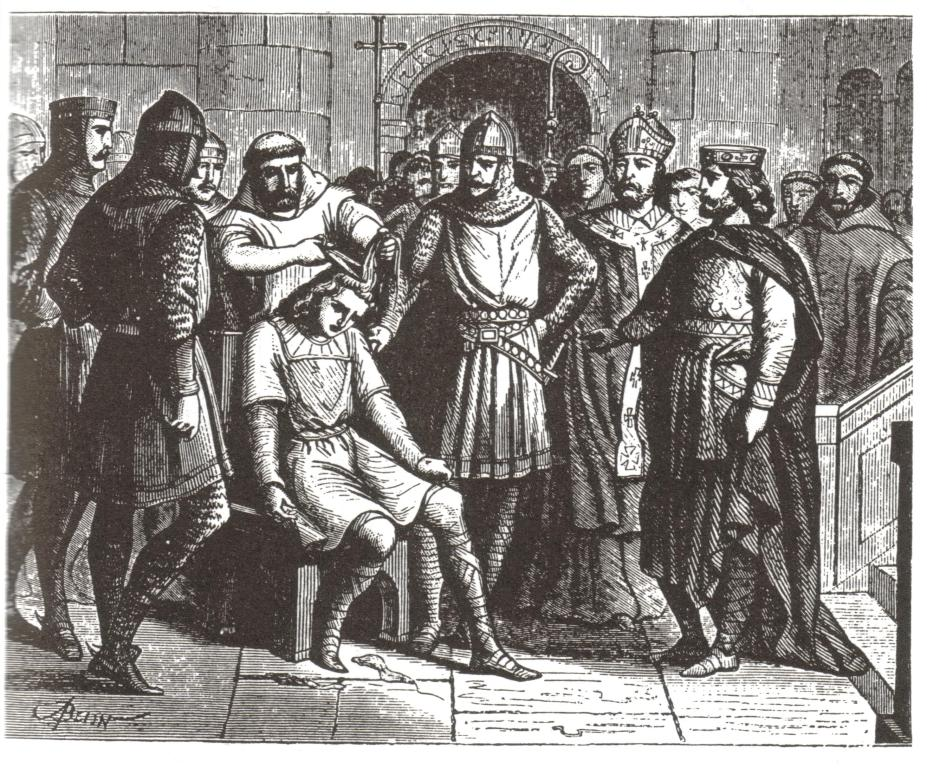
Низложение Хильдерика III.

Трон франкского королевства оставался незанятым уже семь лет, когда майордомы, Карломан и Пипин Короткий, решили в 743 году провозгласить королём Хильдерика. В одной из его сохранившихся грамот он вполне официально обращается к своему благодетелю: «Хильдерик, король франков, вельможному Карломану, который посадил нас на трон». Предположительно, он был сыном Хильперика II, однако ни его родословная, ни сама принадлежность к роду Меровингов не имеют достаточного подтверждения.

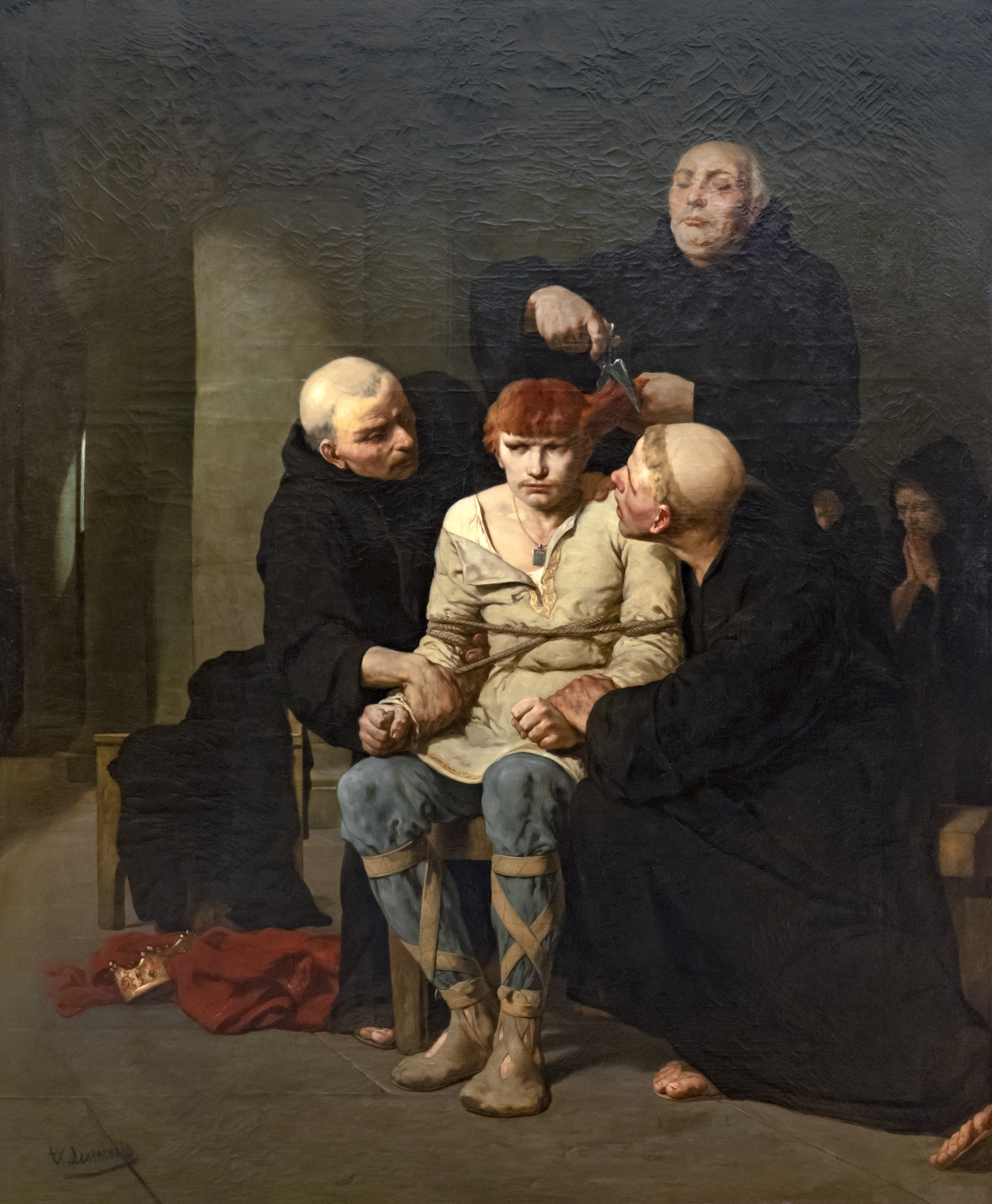
Последний из Меровингов. Картина Эвариста Виталя Люмине.

Он не принимал участия в общественной жизни, где, как и ранее, главенствовали майордомы. Когда в 747 году Карломан удалился в монастырь, Пипин решил сам завладеть короной. Он посылал письма к папе Захарию, спрашивая, кому должен принадлежать королевский титул — тому, кто имеет реальную власть, или представителю королевского рода? Папа ответил, что носителю реальной власти должен принадлежать и королевский титул.
В ноябре 751 года Хильдерик был низложен и пострижен в монахи по распоряжению преемника Захария, папы Стефана II (III), по словам Эйнхарда, — «так как не был полезен». Пострижение его длинных волос, символа королевской власти в роду Меровингов, означало лишение его всех королевских прерогатив. В январе 752 года Хильдерик был помещен в монастырь Ситью, откуда его не так давно извлекли, а его сын Теодорих был упрятан в аббатство Фонтенель (Сен-Вандриль). Хильдерик умер примерно четыре года спустя (около 755 года) монахом. При Каролингах он получил нелестное прозвище «фальшивого короля», несмотря на то, что именно Пипин в своё время возвел его на трон.